# Israelische Blockade des Gazastreifens 2023
Die israelische Blockade des Gazastreifens ist eine am 9. Oktober 2023 verhängte Verschärfung bisher bestehender Einfuhrverbote für Waren von Israel in den Gazastreifen. Sie wurde vom Kabinett Netanjahu VI nach den Terrorangriffen der Hamas auf Israel, die aus dem Gazastreifen geführt worden waren, verhängt. Das Einfuhrverbot umfasste zunächst alle Waren von Israel aus und nach Gaza, was unter anderem zur Einstellung der Lebensmittel-, Elektrizitäts-, Wasser- und Treibstoffversorgung führte sowie medizinischer Güter. Auch Ägypten schloss zunächst seinen Grenzübergang. Im Laufe des Konflikts wurde die Blockade gelockert. Ein Mangel an humanitären Gütern im Gazastreifen dauerte an. Nach dem scheitern der Verhandlungen für die zweite Phase des Waffenstilstandes, verhängte Israel am 2. März 2025 erneut eine Blockade.
Die Versorgungssituation im Gazastreifen war schon vor dem Krieg in Israel und Gaza 2023 extrem angespannt, seit die Hamas 2007 die Macht im Gazastreifen übernommen hatte. Nach dem Terroranschlag wurden die Lebensbedingungen katastrophal. Demgegenüber verfügte die Hamas im Tunnelsystem unter dem Gazastreifen über Vorräte an Lebensmitteln und Medikamenten für ihre 35.000 bis 40.000 Mitglieder sowie hunderttausende Liter Treibstoff und griff von dort israelische Truppen an und feuerte Raketen ab.

## Vorgeschichte
Die Gaza-Blockade durch Israel geht auf die 1990er Jahre zurück und wurde nach der Machtübernahme der Hamas in Gaza 2006/07 intensiviert. Israel errichtete dafür eine Sperranlage um den Gazastreifen. Dabei versuchte Israel, die Einfuhr von militärischen oder militärisch nutzbaren Gütern zu unterbinden. Ein weiteres Ziel war es, die wirtschaftliche Entwicklung in Gaza zu hemmen – gemäß der Devise „kein Wohlstand, keine wirtschaftliche Entwicklung, aber auch keine humanitäre Krise“ in Gaza unter der Hamas. Auch Ägypten errichtete 2008 eine Mauer an seiner Grenze zum Gazastreifen. Die Blockade wurde allerdings durch Tunnelsysteme zum Zweck des Schmuggels von Waren und Waffen umgangen. Diese wurden im Jahr 2013 weitestgehend durch Ägypten geschlossen. Seit der Machtübernahme regiert die Hamas autokratisch, sie ist nicht demokratisch legitimiert. Wahlen gab es seit 2006 keine mehr. Proteste gegen die Hamas, wie zuletzt im August 2023, wurden schnell niedergeschlagen. Die Versorgungssituation verschlechterte sich stetig. Schon vor dem Krieg 2023 waren 80 Prozent der Bevölkerung auf humanitäre Hilfe durch internationale Organisationen angewiesen.
Am 7. Oktober 2023 überquerten Mitglieder der Hamas und anderer Terrorgruppen die Sperranlage zwischen dem Gazastreifen und Israel und töteten auf israelischer Seite 1.139 Menschen – darunter 695 israelische Zivilisten, einschließlich 36 Minderjähriger, 373 Mitglieder der israelischen Sicherheitskräfte und 71 Ausländer, zudem wurden 239 Geiseln in den Gazastreifen verschleppt. Bei einem Massaker auf einem Musikfestival bei Reʿim am 7. Oktober wurden mindestens 260 Personen getötet, im nahegelegenen Kibbuz Be’eri mit rund 1000 Einwohnern wurden mehr als 100 Leichen gefunden, das Kibbuz wurde völlig zerstört.
Insgesamt wurden am 7. Oktober 2023 so viele Juden getötet wurden wie an keinem Tag seit 1945. Als Reaktion auf den Angriff und tausende aus dem Gazastreifen auf israelische Städte und Dörfer abgefeuerte Raketen verkündete der israelische Premierminister Benjamin Netanjahu den Kriegszustand und ließ Reservisten mobilisieren.

## Verlauf
Nach dem Beginn des Angriffs auf sein Staatsgebiet stellte Israel am 7. Oktober 2023 die Strom- und Energieversorgung des Gazastreifens ein. Die vollständige Blockade des Gazastreifens wurde am 9. Oktober 2023 vom israelischen Verteidigungsminister Joaw Galant angekündigt, danach gelangten keine Hilfsgüter in den Gazastreifen. Der israelische Energieminister Israel Katz erklärte am gleichen Tag, er habe angeordnet, auch die Wasserversorgung des Gazastreifens mit sofortiger Wirkung zu unterbrechen.
Am 10. Oktober 2023 wurde der Grenzübergang von Ägypten auf „unbestimmte Zeit“ geschlossen, welches sich weigerte, seine Grenzen für palästinensische Flüchtlinge zu öffnen.
Israel bombardierte bis zum 16. Oktober 2023 mindestens viermal die unmittelbare Umgebung des Grenzübergangs des Gazastreifens mit Ägypten bei der Ortschaft Rafah. Am 11. Oktober stellte das einzige Kraftwerk des Gazastreifens aufgrund von Treibstoffmangel seinen Betrieb ein. Am selben Tag machte der israelische Energieminister Katz die Freilassung der israelischen Geiseln zur Bedingung für die Aufhebung der Blockade. Am 14. Oktober 2023 stellte Israel das Internet im Gazastreifen ab. Dies war die einzige verbliebene Verbindung zur Außenwelt gewesen.
Nachdem Israel während eines Waffenstillstandes mit der Hamas, der vom 19. Januar bis zum 17. März 2025 anhielt, zwischenzeitlich vermehrte Lebensmittel-Lieferungen in den Gazastreifen erlaubte, verschärfte sich die Situation, als sich die Kriegsparteien nicht auf eine zweite Phase des Waffenstillstandes einigen konnte. Daraufhin erließ Israel eine humanitäre Blockade, die am 2. März 2025 begann. Am 25. April verkündete das Welternährungsprogramm der Vereinten Nationen, dass es über keine Lebensmittelrationen mehr verfüge. Beginnend vom 19. Mai 2025 wurden einzelne Lastwagen der UN wieder in den Gazastreifen gelassen. In der Folge übernahm Israel mit der Unterstützung von privaten Sicherheitsunternehmen die Verteilung von Hilfslieferungen. Am 27. Juli 2025 verkündete die israelische Regierung an humanitäre Korridore in den Gazastreifen zu öffnen und Hilfslieferung über Luftkorridore zu ermöglichen.

## Auswirkung
Am 15. Oktober 2023 berichtete UNRWA-Generalkommissar Philippe Lazzarini, dass in den letzten acht Tagen kein Tropfen Wasser, kein Weizenkorn, kein Liter Treibstoff in den Gazastreifen gelassen worden sei. Der israelische Energieminister Israel Katz gab am 15. Oktober bekannt, dass die Wasserversorgung in Teilen des südlichen Gazastreifens wiederhergestellt werde. Premierminister Netanyahu habe dies in Absprache mit US-Präsident Joe Biden entschieden. In der von Biden verkündeten Entscheidung wurde zugesichert, dass ab dem 20. Oktober täglich 20 Lastwagen die Grenze überqueren dürfen. Das Amt für die Koordinierung humanitärer Angelegenheiten der Vereinten Nationen forderte, dass mindestens 100 Lastwagen pro Tag die Grenze überqueren sollten; vor der Blockade überquerten täglich bis zu 500 Lastwagen die Grenze. Am Morgen des 21. Oktober 2023 überquerten die ersten 20 Lastwagen mit Hilfslieferungen den Grenzübergang in Rafah.
Laut Bericht der Weltgesundheitsorganisation (WHO) vom 31. Oktober 2023 besteht aufgrund der Blockade ein akuter Mangel an Trinkwasser, Essen, Strom und medizinischen Gütern. Am 16. November 2023 erklärte das Welternährungsprogramm der Vereinten Nationen (WFP), das seit Beginn des Konfliktes nur 10 Prozent der für die Bevölkerung benötigten Lebensmittel in den Gazastreifen gelangt sind, wodurch der Gazastreifen sich mit einer massiven Nahrungsmittellücke und weitverbreitetem Hunger konfrontiert sieht. Die in den Gazastreifen gelangten Nahrungsmittel reichten nur aus, um 7 Prozent des täglichen Mindestbedarfs an Kalorien zu decken. Durch den Mangel an Treibstoff seien zudem die Lebensmittelversorgungsketten zusammengebrochen. Angesichts des nahenden Winters, der unsicheren und überfüllten Unterkünfte und des Mangels an sauberem Wasser drohe der Zivilbevölkerung unmittelbar der Hungertod. Der Wassermangel und das Fehlen von ausreichend vielen Toiletten führe dazu, dass sich Infektionskrankheiten ausbreiten.
Nach der Abschaltung des einzigen Elektrizitätskraftwerks im Gazastreifen und dem Ausgehen der Treibstoffvorräte seien die Krankenhäuser ohne Strom, was das Leben vulnerabler Patienten gefährde und wichtige Behandlungen und Untersuchungen unmöglich mache. Der Mangel an medizinischen Gütern führe dazu, das Operationen ohne Anästhesie durchgeführt werden müssten und zu einer unzureichenden Versorgung von Schwerverwundeten. Laut WHO waren am 10. November mehr als die Hälfte der Krankenhäuser im Gazastreifen nicht mehr in Betrieb.
Nach einem Bericht der New York Times vom 27. Oktober 2023, der sich auf arabische und westliche Beamte beruft, hat die Hamas im Tunnelsystem im Gazastreifen Vorräte an Lebensmitteln und Medikamenten für seine 35.000 bis 40.000 Mitglieder, hunderttausenden Liter Treibstoff für Fahrzeuge und Raketen, Munition, Sprengstoff und Rohmaterialien für eine weitere Fertigung angelegt, um drei bis vier Monate ohne Nachschub weiterkämpfen zu können. Es sei aber kaum wahrscheinlich, dass die Hamas bereit sei, Nahrungsmittel oder andere Hilfsgüter zur Unterstützung der Zivilbevölkerung bereitzustellen.
Für den Januar 2024 meldete das Amt der Vereinten Nationen für die Koordinierung humanitärer Angelegenheiten, dass israelische Behörden 34 von 61 geplanten Missionen für humanitäre Hilfe Zugang zum nördlichen Gazastreifen verweigert haben und 28 von 114 im mittleren Gazastreifen. Die zuständigen israelischen Behörden gaben an, dass die Situation im Gazastreifen nicht mit der von UN-Organen dargestellten Notlage übereinstimmt. Im März gab der israelische Ministerpräsident Benjamin Netanjahu an, dass alle notwendige Hilfe in den Gazastreifen geliefert werde, wobei zu diesem Zeitpunkt zwei Grenzübergänge geöffnet waren. Daraufhin projektierte die Integrated Food Security Phase Classification das in den folgenden vier Monaten mehr als die Hälfte aller Bewohner im Gazastreifen an einer Hungersnot leiden werden.
Während die von Israel zugelassenen Hilfslieferungen im März und April 2024 noch zunahmen, verringerten sich die Hilfslieferungen in den Folgemonaten. In den Monaten März und April zusammen erreichten den Gazastreifen noch 80.000 bis 88.000 Tonnen an Hilfs- und Lebensmittellieferungen. Das Famine Early Warning System berichtete daraufhin, dass die Hilfslieferungen im März 2024 lediglich 15 % der notwendigen täglich verfügbaren Kalorienaufnahme im nördlichen Sektor des Gazastreifens abdecken und für den gesamten Gazastreifen wurde dieser Wert auf 49 % geschätzt.
Die deutsche Luftwaffe beendete am 30. Mai 2024 den Abwurf von Hilfslieferungen über dem Gazastreifen. Insgesamt hatten die Transportflugzeuge der Luftwaffe 315 Tonnen an Hilfslieferungen, in den Monaten April und Mai, abgeworfen. Die im März 2024 aufgenommenen Hilfslieferungen mittels direkter Anlandung an dem von den US-Streitkräften konstruierten schwimmenden Pier, genannt JLOTS, wurde am 19. Juli offiziell für beendet erklärt.
Bis Juli 2024 sanken die den Gazastreifen erreichenden Lebensmittellieferungen auf geschätzte 8.466 bis 9.357 Tonnen ab, was einen Rückgang von 80–90 %, verglichen mit April, bedeutete. Im selben Monat wurde im Abwasser Polioviren nachgewiesen, worauf eine Impfkampagne der WHO angestrengt wurde. Im Monat August erreichten über den Grenzübergang Kerem Shalom rund 2.758–3.048 Tonnen den südlichen und über die Übergänge Erez West und Erez Ost rund 4.597–5.081 Tonnen an humanitären Lebensmittellieferungen den nördlichen Teil des Gazastreifens. Die Anzahl der im Gazastreifen der von Hilfsorganisationen betriebenen Hilfsküchen verringerte sich von 200 auf 130, die Anzahl der täglich ausgegebenen warmen Mahlzeiten verringerte sich dadurch im August auf rund 450.000, was einen Rückgang von rund einem Drittel verglichen mit Juli, rund 700.000 warme Mahlzeiten, bedeutete.
Die erste von zwei Impfkampagnen der anberaumten Polioschutzimpfung fand vom 1. bis 12. September 2024 statt und konnte nach der Impfung von 559.161 Kindern unter 10 Jahren erfolgreich abgeschlossen werden. In einem Bericht der Weltbank, vom September 2024, wurde der Rückgang der zur Verfügung stehenden Krankenhausbetten vom rund 3.500 auf nunmehr 1.500 beziffert, von den ursprünglich 36 Krankenhäusern stellten seit Beginn der Kämpfe 19 ihren Betrieb komplett ein, so das nur noch 17 ihren Betrieb aufrechterhalten konnten. In der Lagebeurteilung der WHO, können die verbliebenen Krankenhäuser aus Mangel an verfügbaren Ressourcen nur einen eingeschränkten Betrieb aufrechterhalten. Im September 2024 sollen den Gazastreifen insgesamt zwischen 58.032-64.129 Tonnen an Lebensmittellieferungen erreicht haben, davon entfielen zwischen 15.728-17.383 Tonnen auf humanitäre Hilfslieferungen. Die von der israelischen Militärverwaltung COGAT berichteten 42.199–46.641 Tonnen an kommerziellen Lebensmittellieferungen spiegeln sich, lt. dem Famine Early Warning System, nicht in den Zahlen des UNRWA wider, da die Daten der COGAT keine Auskunft darüber geben, ob diese Lieferungen die Grenzübergänge zum Gazastreifen auch passiert haben. Von den für September 2024, von UNRWA und anderen Hilfsorganisationen, beantragten 667 Hilfslieferungen wurden 138 von der COGAT nicht zugelassen, 44 Hilfslieferungen mussten aufgrund der Sicherheitslage zurückgezogen werden und 179 Hilfslieferungen kamen verspätet am Bestimmungsort an. Von den nicht zugelassenen Hilfslieferungen entfielen 32 auf den Sanitär-Hygiene-Sektor und 16 auf den Gesundheitssektor. Ebenso wurde die Lieferung von 220.000 Liter Treibstoff, die für Generatoren in Krankenhäusern und den Betrieb von Bäckereien bestimmt waren, untersagt.
Im Monat Oktober 2024 verschärfte sich die Lage für die Zivilbevölkerung im Gazastreifen dramatisch. Vom 1.-31. Oktober gelangten über die Grenzübergänge ca. 11.998-13.140 Tonnen an humanitären und zwischen 912 und 1.008 Tonnen an kommerziellen Lebensmittellieferungen in den Gazastreifen, was einen drastischen Rückgang von über 50 % gegenüber den Vormonaten bedeutete. Die Grenzübergänge im Norden des Gazastreifen fertigten vom 2.-14. Oktober keine Hilfslieferungen ab, ab 15. Oktober fertigte nur der Übergang Erez West erste Hilfslieferungen wieder ab, während der Hauptübergang Erez den Monat komplett geschlossen blieb. Die im Norden des Gazastreifen gelegenen Städte Dschabaliya, Beit Hanoun und Beit Lahiya erreichten während des Monats keine Hilfslieferungen. Bei einem Angriff auf das Kamal Adwan Krankenhaus wurden am 26./27. Oktober von dem verbliebenen 70-köpfigen Krankenhausteam 44 von israelischen Soldaten gefangen genommen, darunter ein Angehöriger der Hilfsorganisation Ärzte ohne Grenzen.
Von den von UN-Organisationen und anderen Hilfsorganisationen beantragten 644 humanitären Hilfslieferungen wurden von der israelischen COGAT 277 nicht zugelassen, 16 Hilfslieferungen mussten aufgrund der Sicherheitslage im Zielgebiet zurückgezogen werden und 107 trafen verspätet am Bestimmungsort ein. Das Famine Early Warning System von US-Aid, warnte in einer am 17. Oktober erschienen Analyse vor der Materialisierung einer allgemeinen Hungersnot (IPC-Phase 5) im gesamten Gazastreifen, bei weiterhin ausbleibenden und stark reduzierten Hilfslieferungen in die einzelnen Verwaltungsgebiete des Gazastreifens. Laut Angaben der OCHA OpT warteten Mitte Oktober 2024 vor den Grenzübergängen eine Gesamttonnage von über 100.000 Tonnen Lebensmitteln auf die Freigabe von israelischen Behörden, zur Lieferung in den Gazastreifen.
Caritas Internationalis kritisierte im August 2025 die israelische Regierung dafür, Hilfslieferungen zu blockieren. Die Palästinenser würden so „ausgehungert“. Als Begründung habe die israelische Seite geäußert, die Helfer seien „nicht befugt, Hilfsgüter zu liefern“ und würden Verbindungen zur Hamas unterhalten. Betroffene Organisationen entgegneten, sie seien seit Jahrzehnten in Gaza tätig.

## Internationale Reaktionen

### UN-Organisationen
António Guterres, der Generalsekretär der Vereinten Nationen, erklärte zur Blockade des Gazastreifens: „Der Schutz der Zivilbevölkerung bedeutet nicht, mehr als eine Million Menschen zur Evakuierung in den Süden zu befehlen, wo es keine Unterkünfte, keine Nahrung, kein Wasser, keine Medikamente und keinen Treibstoff gibt, und dann den Süden selbst weiter zu bombardieren [...] Keine Partei eines bewaffneten Konflikts steht über dem internationalen humanitären Recht [...] Die widerwärtigen Angriffe der Hamas können nicht die kollektive Bestrafung der Palästinenser rechtfertigen.“
Die WHO plädiert für eine sofortige Rücknahme des Evakuierungsbefehls für den Gazastreifen zum Schutz der Gesundheit und zur Verringerung des Leids und warnte vor einer humanitären Katastrophe durch Mangel an Lebensmitteln und Medikamenten sowie einem Zusammenbrechen der medizinischen Versorgung.
Der UN-Hochkommissar für Menschenrechte, Volker Türk, sagte: „Die Verhängung von Belagerungen, die das Leben von Zivilisten gefährden, indem sie ihnen überlebenswichtige Güter vorenthalten, ist nach dem humanitären Völkerrecht verboten“. Am 15. Oktober sprach UNRWA-Generalkommissar Philippe Lazzarini angesichts des Mangels an Strom, Lebensmitteln und Wasser durch die israelische Blockade von einer „beispiellosen menschlichen Katastrophe“ im Gazastreifen, die in ihrer aktuellen Form nichts anderes als eine „kollektive Bestrafung“ sei.

### Arabische Liga und Afrikanische Union
Die Arabische Liga forderte am 12. Oktober 2023 die Aufhebung der Blockade sowie die sofortige Wiederaufnahme der Lieferungen von Nahrungsmitteln, Treibstoff und Hilfsgütern. Drei Tage später warnte sie gemeinsam mit der Afrikanischen Union vor einem drohenden Völkermord.

### Europäische Union
Der Hohe Vertreter der EU für Außen- und Sicherheitspolitik, Josep Borrell, erklärte am 10. Oktober 2023, dass die Kürzung von Wasser, Strom und Lebensmitteln für eine große Zahl von Zivilisten gegen das Völkerrecht verstoße.

### Vereinigtes Königreich
Der britische Oppositionsführer Keir Starmer (Labour Party) sah am 11. Oktober 2023 die Maßnahmen Israels als gerechtfertigt an, solange sie sich innerhalb des internationalen Rechts bewegen. Die Aktionen der Hamas seien Terror; Israel habe das Recht, sich zu verteidigen und alles zu tun, um die Geiseln zurückzubekommen. Die Hamas trage die Verantwortung. Am 20. Oktober 2023 bestritt Starmer, seine Aussagen seien so interpretierbar, dass Israel das Recht habe, dem Gazastreifen Wasser, Nahrung, Treibstoff und Medizin vorzuenthalten; er rief zu Hilfslieferungen nach Gaza auf.

### Russland
Der russische Präsident Wladimir Putin verglich die Blockade des Gazastreifens mit der Belagerung Leningrads durch Wehrmachtstruppen während des Zweiten Weltkriegs.

## Vorwurf der Völkerrechtsverbrechen
Zu den Reaktionen auf die Blockade zählen Vorwürfe, es würden Völkerrechtsverbrechen begangen. Die Menschenrechtsorganisation Human Rights Watch bezeichnete die Blockade zum Beispiel als Kriegsverbrechen und illegale Kollektivstrafe. Die israelische Regierung warf Human Rights Watch vor, sie sei eine „antisemitische und antiisraelische Organisation“, habe die Angriffe der Hamas auf israelische Bürger am 7. Oktober nicht verurteilt und habe „keine moralische Grundlage, um darüber zu sprechen, was in Gaza passiert […].“ Nach Ansicht des israelischen Genozidforschers Raz Segal erfüllen Israels Blockade sowie die Verweigerung von Wasser und Nahrung für die Zivilbevölkerung den Tatbestand von Artikel 2 der UN-Völkermordskonvention und sei daher als Völkermord einzustufen. Seit der Veröffentlichung von Segals Artikel am 13. Oktober 2023 wurde seine Behauptung in Aktivistengruppen der Linken verbreitet. Dov Waxman, Politikwissenschaftler und Direktor des Y&S Nazarian Center for Israel Studies der University of California, Los Angeles, widersprach Segal nachdrücklich. Die meisten Experten würden nach einem Artikel in Zeit Online die Intention von Israels Militär oder Regierung einer Vernichtungsabsicht gegenüber den Palästinensern als ethnischer Gruppe nicht sehen. Diese Absicht müsse nachgewiesen werden, um die israelische Blockade des Gazastreifens strafrechtlich als Genozid zu ahnden.
Am 20. Mai 2024 beantragte der Chef-Ermittler des Internationalen Strafgerichtshofs, Karim Ahmad Khan, unter anderem gegen den israelischen Ministerpräsidenten Benjamin Netanjahu und den israelischen Verteidigungsminister Yoav Gallant Haftbefehle auf Grund von Kriegsverbrechen und Verbrechen gegen die Menschlichkeit. Die dabei vorgebrachten Anklagepunkte enthielten den Vorwurf, dass diese verantwortlich dafür seien, dass die zivile Bevölkerung absichtlich von menschlichen Notwendigkeiten abgeschnitten wurde. Dies beinhaltete die Nutzung von Aushungern als Waffe. Die Regierungen von unter anderem den Vereinigten Staaten, das Vereinigte Königreichs und Deutschland verurteilten den Antrag, unter anderem weil sie die Gleichsetzung mit den gleichzeitig veröffentlichten Anträgen auf Haftbefehlen gegen Führer der Hamas ablehnten. Andere Regierungen, unter anderem Frankreich, Belgien und Slowenien, verteidigten den Chef-Ermittler gegen diese Vorwürfe.
Der Internationale Strafgerichtshof erließ am 21. November 2024 internationale Haftbefehle gegen den israelischen Ministerpräsidenten Benjamin Netanjahu und den ehemaligen Verteidigungsminister Yoav Gallant, die Anklagepunkte umfassen unter anderem, die gezielte Nutzung des Aushungerns als Waffe, der gezielten Vorenthaltung medizinischer Produkte und Dienstleistungen. Am selben Tag wurde ein weiter internationaler Haftbefehl gegen Mohammed Diab Ibrahim Al-Masri, wegen seiner Beteiligung am Massaker vom 7. Oktober 2023, vom Internationalen Strafgerichtshof veröffentlicht.

## Rezeption
Der ehemalige israelische Generalmajor Giora Eiland rechtfertigte die Blockade in einem Artikel für die Zeitung Jedi’ot Acharonot als politisches Ziel Israels: „Der Staat Israel hat keine andere Wahl, als Gaza zu einem Ort zu machen, der vorübergehend oder dauerhaft unbewohnbar ist. [...] Die Schaffung einer schweren humanitären Krise in Gaza ist ein notwendiges Mittel, um das Ziel zu erreichen.“